# Waldbrand in Lloret de Mar 1979

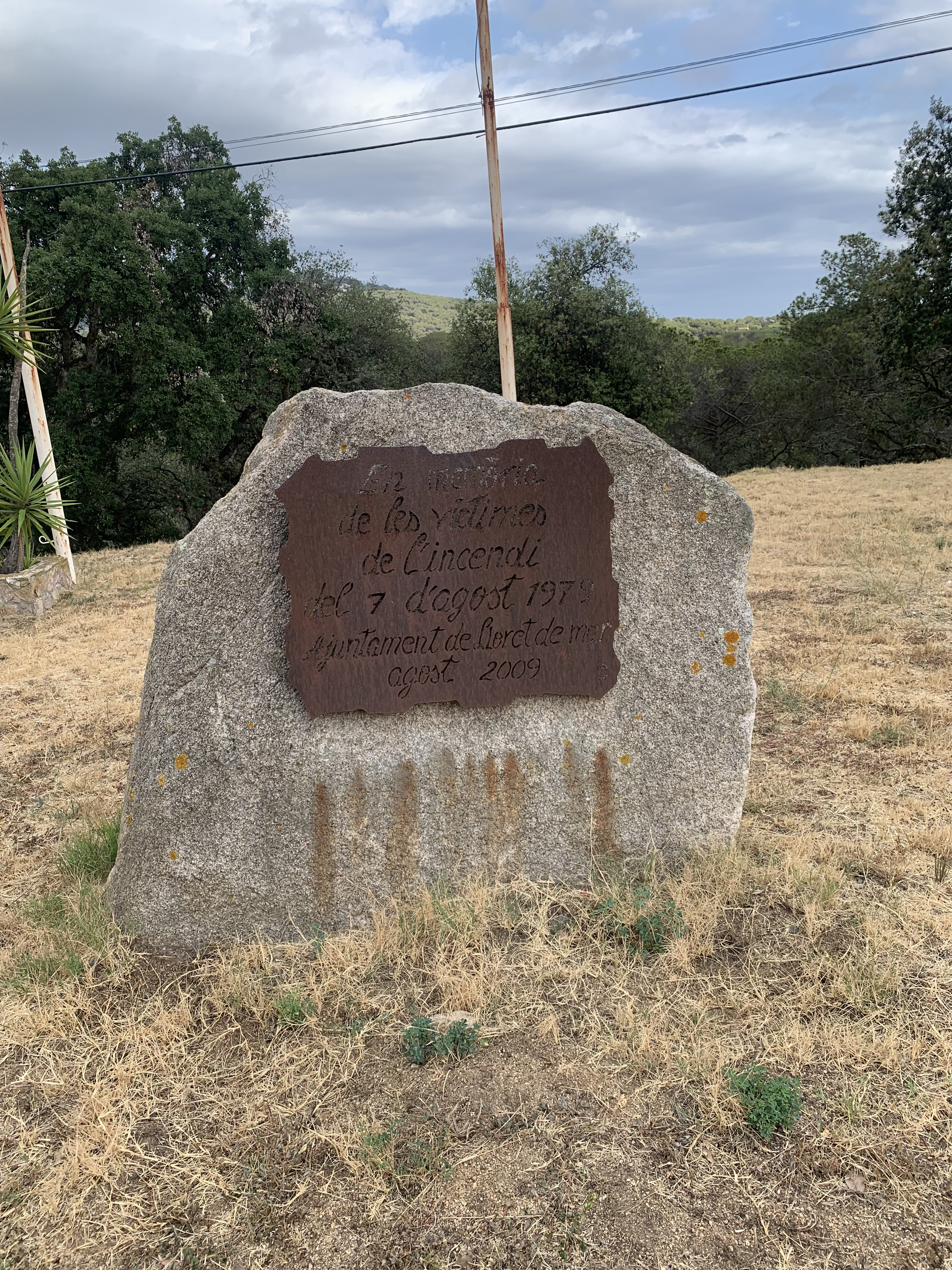
Gedenkstein in Els Pinars

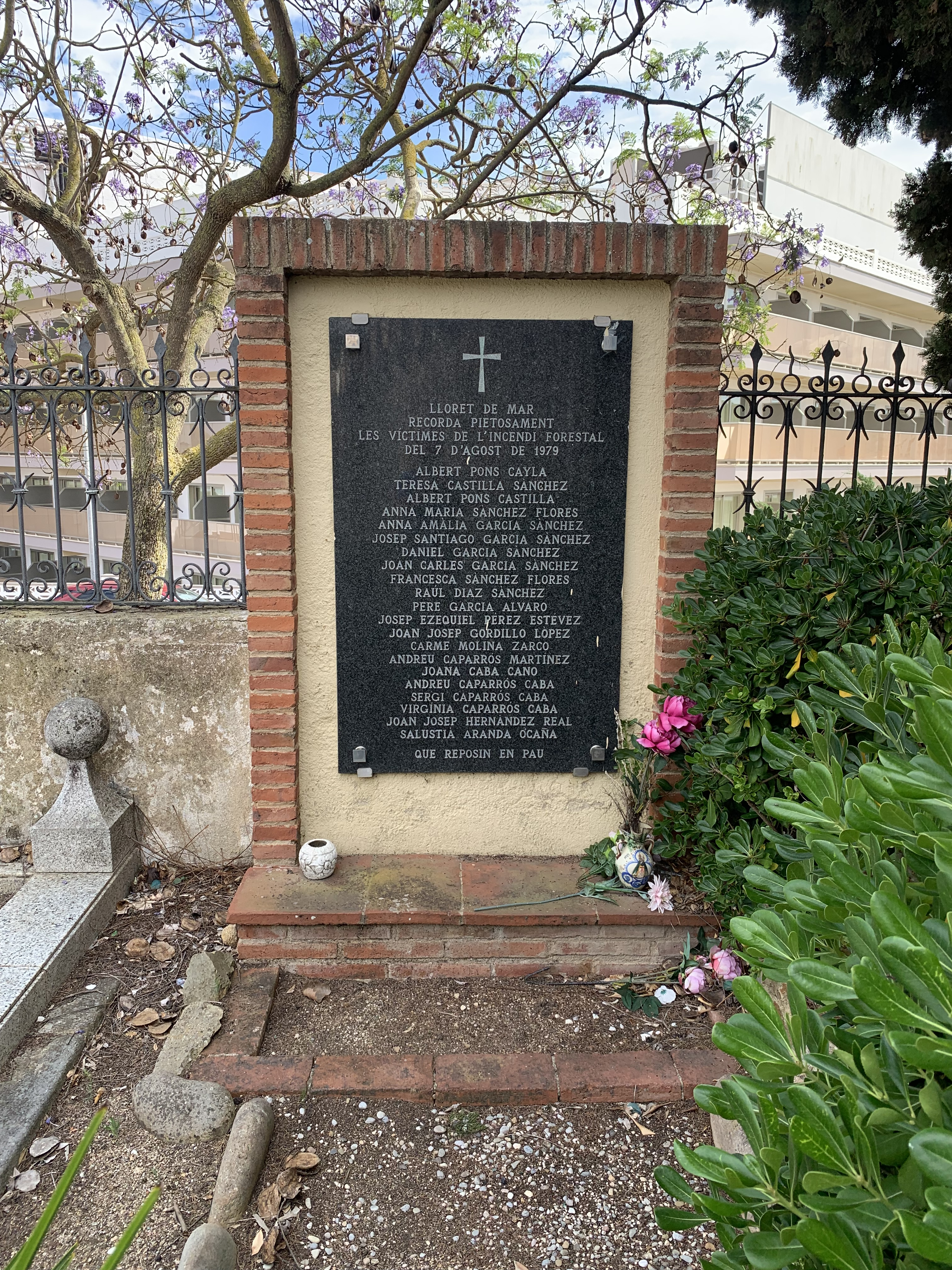
Gedenktafel auf dem Friedhof

Der Waldbrand in Lloret de Mar am 7. August 1979 forderte 21 Todesopfer und es wurde international über ihn berichtet.

## Der Waldbrand
Der Waldbrand ereignete sich in der Nähe der Siedlung Els Pinars, etwa 6 km nördlich von Lloret de Mar an der Straße Richtung Vidreres. Mutmaßlich wurde das Feuer gelegt, es brach an drei Stellen etwa um 9:30 Uhr gleichzeitig aus. Erst um 11 Uhr war die Feuerwehr im Einsatz, das Feuer hatte sich zu diesem Zeitpunkt jedoch schon weit ausgebreitet. Betroffen waren etwa 1500 Einwohner in fünf Siedlungen. Den meisten gelang die Flucht. In Els Pinars wurde jedoch 21 Personen, darunter vier Kinder, vom Feuer eingeschlossen und starben in den Flammen. Das Feuer vernichtete über 1000 Hektar Wald, bevor die Feuerwehr es unter Kontrolle bringen konnte.

## Gedenken
Der Präsident der Generalitat de Catalunya, Josep Tarradellas besuchte den Ort des Geschehens und sprach den Opfern das Beileid aus. Am Eingang der Siedlung Els Pinars wurde ein Gedenkstein aufgestellt. Eine Gedenktafel auf dem Friedhof Lloret de Mar nennt die Namen der Opfer.